# آرویند سوامی
آرویند سوامی (به انگلیسی: Arvind Swami) بازیگر هندی است.
از فیلم‌هایی که وی در آن نقش داشته است می‌توان به رویاهای لرزان اشاره کرد.

## فیلم‌شناسی
فهرست برخی از فیلم‌هایی که آرویند سوامی در آنها به ایفای نقش پرداخته است:
- رویاهای لرزان
- رز
- بمبئی
- امواج جریان دارند
- دریا
- مرد تنها
- فرمانده
- رویاهای هفت رنگ
- بوگان
- شاهزاده خانم رویاها
- آسمان سرخ زرشکی